# Międzynarodowy Dzień Dziewczynek
Międzynarodowy Dzień Dziewczynek, również Międzynarodowy Dzień Dziewcząt (ang.  International Day of the Girl Child) – coroczne święto obchodzone 11 października, ustanowione w 2011 roku przez Zgromadzenie Ogólne ONZ (rezolucja A/RES/66/170 z 19 grudnia 2011). To święto ma na celu przybliżenie społeczeństwu szczególnych wyzwań, przed jakimi stoją dziewczynki na całym świecie. Działania i wydarzenia związane z tym dniem organizują UNFPA, UNICEF i UN Women.